# St. Stephan (Untergruppenbach)

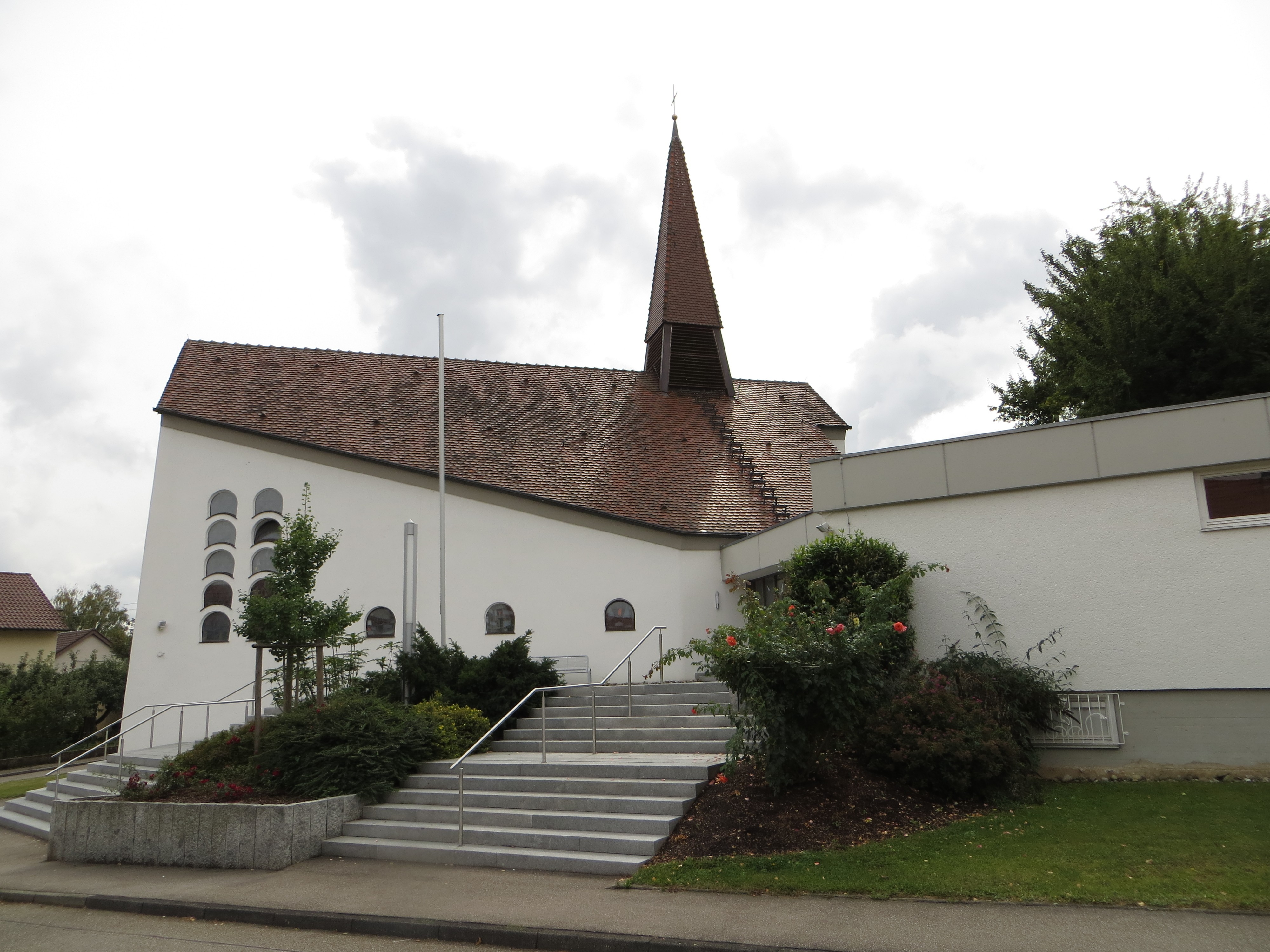
St. Stephan

Die katholische Kirche St. Stephan in Untergruppenbach im Landkreis Heilbronn im nördlichen Baden-Württemberg wurde 1959/60 errichtet.

## Geschichte
Eine katholische Gemeinde in Untergruppenbach bildete sich erst nach dem Zuzug von zahlreichen katholischen Flüchtlingen und Heimatvertriebenen nach dem Zweiten Weltkrieg. Die Gläubigen besuchten anfangs den Gottesdienst in Talheim, danach wurde die Gemeinde zur Filiale der Heilbronner Peter- und Paulsgemeinde. Der erste katholische Gottesdienst in Untergruppenbach fand am 18. August 1946 im Nebenzimmer des Gasthauses „zur Rose“ statt. 1947 wurde die Messe in die evangelische Johanneskirche verlegt. Nachdem in Neckargartach, einer weiteren Filiale der Heilbronner Gemeinde, 1958 mit dem Neubau der Michaelskirche begonnen worden war, wurde auch in Untergruppenbach der Ruf nach einem eigenen Gotteshaus laut.
Die katholische Gemeinde erwarb 1959 von der politischen Gemeinde einen Acker Im Kirchgrund unmittelbar an dem überwiegend von Katholiken bewohnten Untergruppenbacher Neubaugebiet als Bauplatz für einen Kirchenneubau. Als Kirchenpatron wurde der ungarische Nationalheilige Stephan gewählt, da ein Großteil der Gemeinde aus ungarischen Heimatvertriebenen bestand. Der erste Spatenstich erfolgte am 8. August 1959. Nach Plänen des Stuttgarter Architekten Hans Georg Reuter, der auch die Kirche in Neckargartach geplant hatte, entstand unter Mithilfe der Gemeindemitglieder bis Ende 1960 ein modernes Kirchengebäude, das sich sowohl stilistisch in die Neubausiedlung einfügte als auch baulich einen Akzent im Ortsbild setzte. Die Weihe der Kirche erfolgte durch Weihbischof Wilhelm Sedlmeier am 19./20. November 1960.
1974 wurde die Kirche um ein Gemeindehaus ergänzt. Ab 1978 war in Untergruppenbach die Pfarrei für Untergruppenbach, Abstatt und Ilsfeld mit den jeweiligen Ortsteilen angesiedelt. Seit 2001 gehört die Kirchengemeinde zur Seelsorgeeinheit Lauffen-Talheim-Untergruppenbach (heute: Kirchengemeinde St. Franziskus) mit Sitz in Lauffen am Neckar.

## Beschreibung
Die Gemälde an der Chorwand und die Glasfenster entwarf Karl Blau aus Stuttgart. Die Glocke der Kirche wurde in der Heilbronner Glockengießerei Bachert gegossen und ist der Heiligen Dreifaltigkeit geweiht.